# Quintus Fulvius Flaccus (consul in 179 v.Chr.)
Quintis Fulvius Flaccus was een Romeinse politicus en militair uit de 2e eeuw v.Chr. Hij was een lid van de invloedrijke gens Fulvia.

## Aedile
Hij werd gekozen als aedilis curulis in 184. Korte tijd nadat hij in dit ambt was begonnen overleed de praetor Gaius Decimius Flavus. Flaccus stelde zich direct verkiesbaar voor dit belangrijkere ambt ondanks dat hij nog maar net gekozen was in een andere functie. Toen hij de verkiezing dreigde te winnen protesteerden een aantal volkstribunen omdat het in hun optiek niet mogelijk was dat een man twee belangrijke ambten vervulde. Dit leidde tot een rel in de senaat, waarna werd besloten dat er voor dit jaar voldoende praetors waren en dat de vacature niet ingevuld werd.

## Hispania
In 182 v.Chr. werd hij alsnog als praetor gekozen. Hij kreeg de provincie Hispania Citerior toegewezen en vocht tegen de Keltiberiërs. Hij veroverde hierbij na een hevige strijd de stad Urbicua, die vervolgens door zijn soldaten werd geplunderd. In 181 en 180 bleef Flaccus als propraetor in Hispania en behaalde nog twee grote overwinningen op de Keltiberiërs, waarna de Romeinen het gebied als gepacificeerd beschouwden. Flaccus mocht terugkeren naar Rome om een triomftocht te houden, maar zijn verzoek om zijn soldaten mee te nemen werd afgewezen, omdat men vreesde dat de Keltiberiërs dan weer in opstand zouden komen.

## Consul en censor
In 179 v.Chr. werd Flaccus tot consul gekozen, samen met Lucius Manlius Acidinus Fulvianus. De beide consuls kregen Liguria toegewezen, in het noordwesten van Italië. Hij liet vele Liguriërs uit de bergen verhuizen en voorkwam een migratie van Galliërs naar deze regio. Na terugkomst in Rome hield hij zijn triomftocht ter ere van zijn Spaanse overwinning en organiseerde spelen. Hij startte met de bouw van de Tempel van Fortuna Equestris, die hij aan de godin Fortuna had beloofd in ruil voor steun tijdens de oorlog in Hispania.
In 174 werd hij gekozen tot censor en hield samen met zijn collega Aulus Postumius de volkstelling. Ze verwijderden een aantal leden uit de senaat en kozen Marcus Aemilius Lepidus tot princeps senatus. In Rome en een aantal steden daarbuiten lieten ze veel publieke bouwwerken bouwen. Tijdens deze campagne had Flaccus een groot deel van de marmeren dakbedekking van de Tempel van Juno Lacinia in Kroton laten verwijderen en naar Rome laten brengen om ze op zijn eigen tempel voor Fortuna te plaatsen. De senaat was echter zeer verontwaardigd dat uitgerekend een censor, verantwoordelijke voor de publieke moraal, een belangrijke tempel van een van de Romeinse bondgenoten gedeeltelijk had laten slopen en daarmee de woede van zowel de lokale bevolking als de goden over Rome had afgeroepen. Flaccus moest de dakbedekking op last van de senaat terugbrengen naar Kroton en de Tempel van Juno herstellen. Flaccus wijdde zijn tempel in 173 v.Chr. in.

## Antieke bron
1. ↑  Livius, Ab Urbe Condita - 39.39
2. ↑  Livius, Ab Urbe Condita - 40.16.7-10
3. ↑  Livius, Ab Urbe Condita - 40.35.3
4. ↑  Livius, Ab Urbe Condita - 42.3

## Referentie
- T. Broughton, The magistrates of the Roman Republic Vol. I: 509 BC - 100 BC, Lancaster (Californië) 1951. pp. 375,382,385,389,391-392,404. ISBN 0891307060